# Sycidiales
Sycidiales, biljni red u diviziji parožina (Charophyta), dio je razreda Charophyceae. Na popisu su 3 porodice sa 27 vrsta.

## Porodice
1. Chovanellaceae Grambast 2
2. Sycidiaceae Karpinsky 15
3. Trochiliscaceae Karpinsky 10